# 마르스 6호
마르스 6호(영어: Mars 6, 러시아어: Марс-6) 또는 3MP 50P호는 소련이 화성을 탐사하기 위해 발사한 우주 탐사선이다. 3MP 탐사선은 마르스 계획의 일부로써 발사되었고, 화성을 지나쳐갈 때 사용할 장비와 착륙선을 싣고 있었다.

## 탐사선
마르스 6호는 화성을 연구하기 위한 장비를 싣고 갔다. 착륙선은 표면을 연구하기 위해 온도계와 기압계를, 착륙 때를 위해서 가속도계를, 표면의 구성 성분을 연구하기 위해서 질량 분석계와 같은 장비를 싣고 있었다. 운반선은 자력계, 플라스마 감지기, 우주선 감지기와 유성 감지기, 태양으로부터 나오는 양성자와 전자의 선속 감지기를 가지고 있었다.
마르스 6호는 라보슈킨에서 만들었고, 1973년 화성을 향해서 발사했던 3MP 탐사선들 중 마르스 7호보다 조금 앞서서 발사되었다. 두 궤도선, 마르스 4호와 5호는 1973년 초 발사되어 두 착륙선의 신호를 중계할 예정이었지만, 마르스 4호는 궤도 진입에 실패했고 5호는 궤도 진입 며칠 후 고장이 발생했다.

## 발사 및 착륙
마르스 6호는 블록-D 상단 로켓을 실은 프로톤-K로 바이코누르 우주 기지 81/23 발사장에서 1973년 8월 5일 협정 세계시 17시 45분 48초에 발사되었다. 3단 로켓은 탐사선은 지구 저궤도를 대기 궤도로 사용한 다음, 블록-D 로켓이 마르스 6호를 화성으로 보냈다. 탐사선은 8월 13일 약간의 궤도 조정을 거쳤다.
착륙선은 1974년 3월 12일 고도 4만 8천 킬로미터의 지점에서 운반선으로부터 분리되었다. 운반선은 화성에 1600km까지 접근했다. 착륙선은 협정 세계시 9시 5분 53초에 화성 대기에 진입했고, 화성의 대기권 상부를 지나며 속도가 5600m/s에서 600m/s까지 떨어졌다. 그 후 낙하산이 펼쳐졌고, 착륙 몇 초 전 역추진 로켓이 작동되었다.
착륙선은 화성의 대기를 지나는 224초 동안 데이터를 보내 왔다. 하지만 9시 11분 5초, 착륙선이 역추진 로켓을 작동시키기 전 모든 통신이 끊겼다. 설계 결함으로 인해, 탐사선에 실려 있던 칩이 도중에 분리되었고, 보내 왔던 많은 데이터들은 쓸모가 없게 되었다.

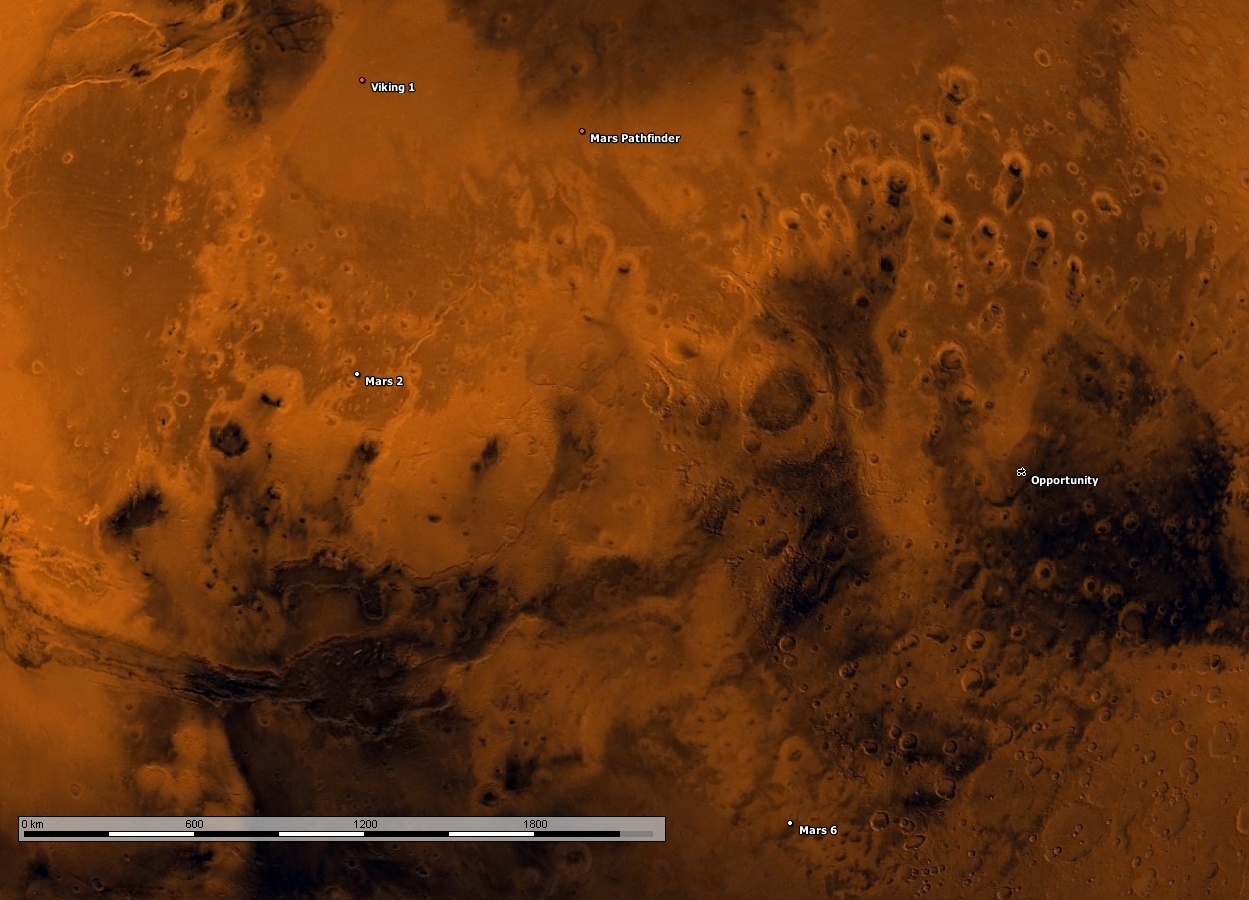
바이킹 1호, 마르스 2호, 마르스 패스파인더, 오퍼튜니티와 마르스 6호(그림 중앙 하단, 축척표 근처)가 표시되어 있는 화성의 지도.

## 같이 보기
- 화성에 존재하는 인공물 목록